# Karl Wolffsohn
Karl Wolffsohn (geboren 16. Mai 1881 in Wollstein, Provinz Posen; gestorben 6. Dezember 1957 in West-Berlin) war ein deutscher Verleger und Kinobetreiber.

## Leben
1908 gründete Wolffsohn das Verlagshaus Lichtbild-Bühne (Fachorgan für das Interessengebiet der kinematographischen Theaterpraxis) in Berlin. Die Zeitschrift wurde 1940 mit dem Film-Kurier zwangsvereinigt.
1919 wurde Wolffsohn Mitgründer und -eigentümer (10 Prozent) an den Varietétheatern Scala und Plaza in Berlin. Ab 1928 betrieb er das Kino Lichtburg in Essen, welches er zur Arisierung auf Druck der NSDAP 1934 zu einem Zehntel des Wertes an das damals halbstaatliche Filmunternehmen Ufa verkaufen musste. Seit 1931 betrieb er das Kino Lichtburg in Berlin, welches 1939 ebenfalls arisiert wurde.
1937 erwarb Wolffsohn mit Hilfe amerikanischer Investoren die Berliner Wohnanlage Gartenstadt Atlantic einschließlich des Lichtspielhauses, die von 2001 bis 2005 von seinem Enkel, dem Historiker und Publizisten Michael Wolffsohn, aufwendig restauriert wurde.
Vom August 1938 bis zum März 1939 befand sich Wolffsohn in Schutzhaft. Unmittelbar nach seiner Entlassung floh er mit seiner Frau Recha (1886–1972) nach Palästina, wo Sohn Willy (später Seew) schon seit 1936 lebte und Landwirtschaft betrieb. Michael wurde 1947 in Tel Aviv (bald darauf Israel) geboren.
Im Dezember 1949 kehrte Wolffsohn nach Deutschland zurück, um das durch die Nationalsozialisten Geraubte zurückzuerkämpfen. Das gelang nur teilweise. Für die unter Nötigung verkaufte Essener Lichtburg wurde er nicht entschädigt. Die Prozesse zogen sich bis 1962 hin, so dass Karl Wolffsohn deren Ende nicht mehr erlebte. Sie wurden von seinem Sohn Max (1919–2000) abgeschlossen.
Am 13. Dezember 2023 wurde an seinem ehemaligen Wohnort, am Ufer des Stölpchensees in Berlin-Wannsee, eine Gedenktafel enthüllt.

## Gedenken

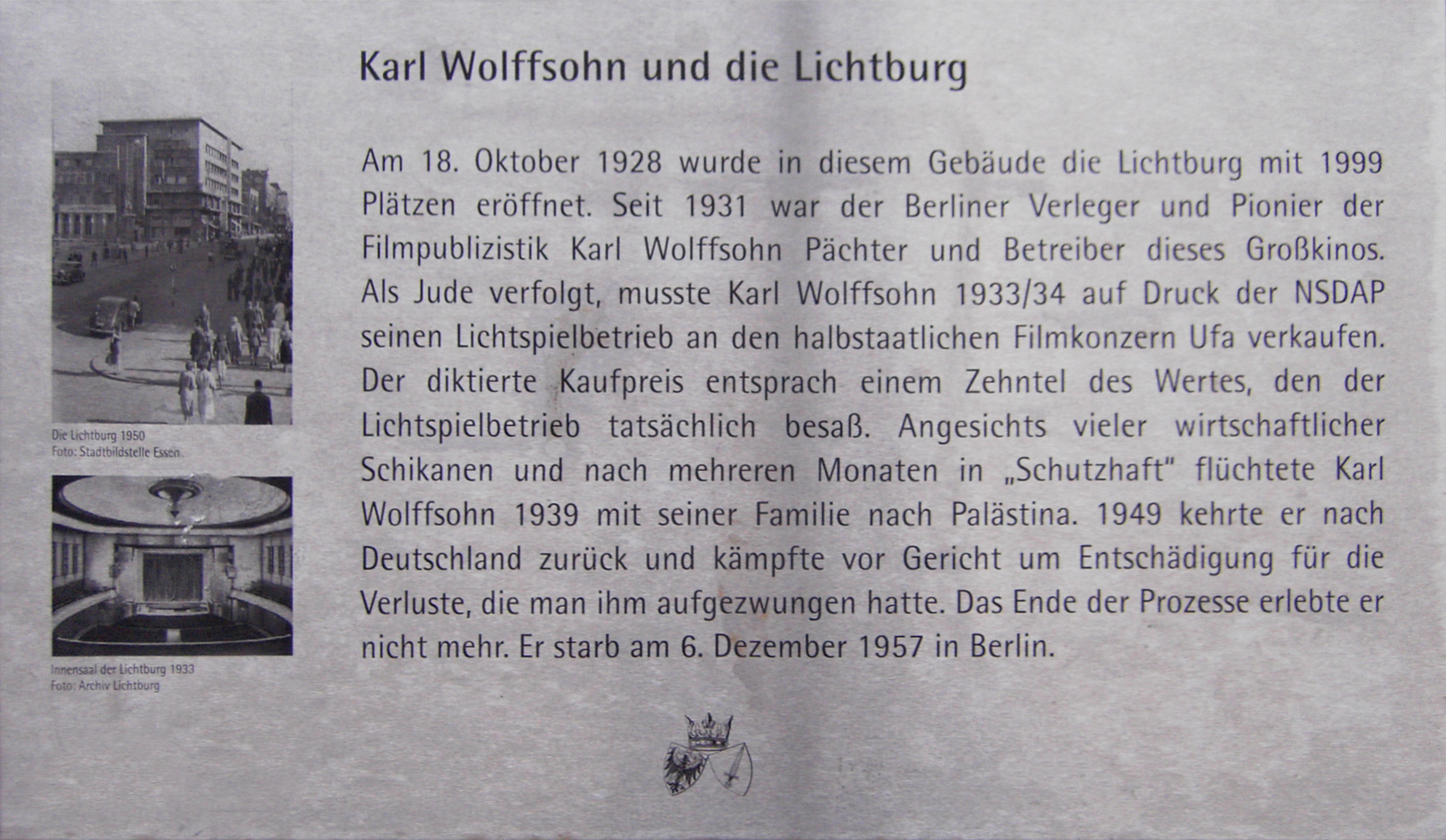
Gedenktafel am Kino Lichtburg in Essen, 2006 durch seinen Enkel Michael Wolffsohn enthüllt
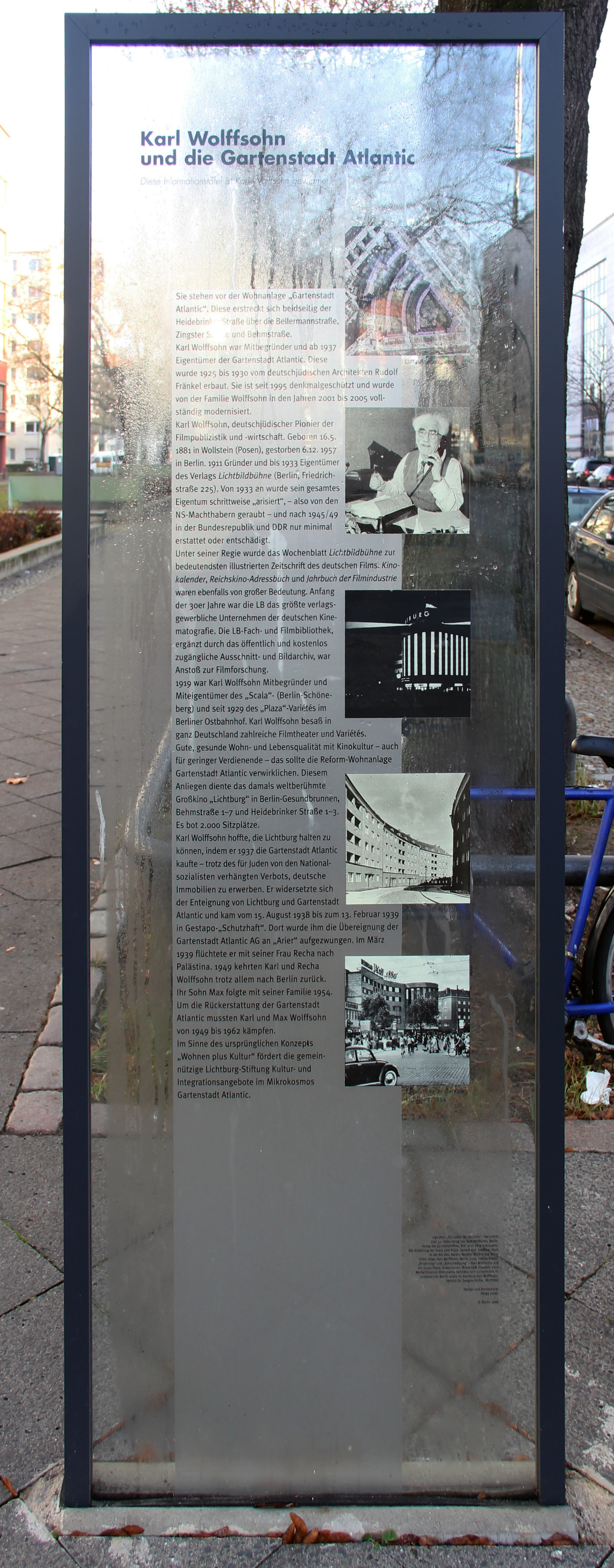
Stele in der Behmstraße in Berlin-Gesundbrunnen
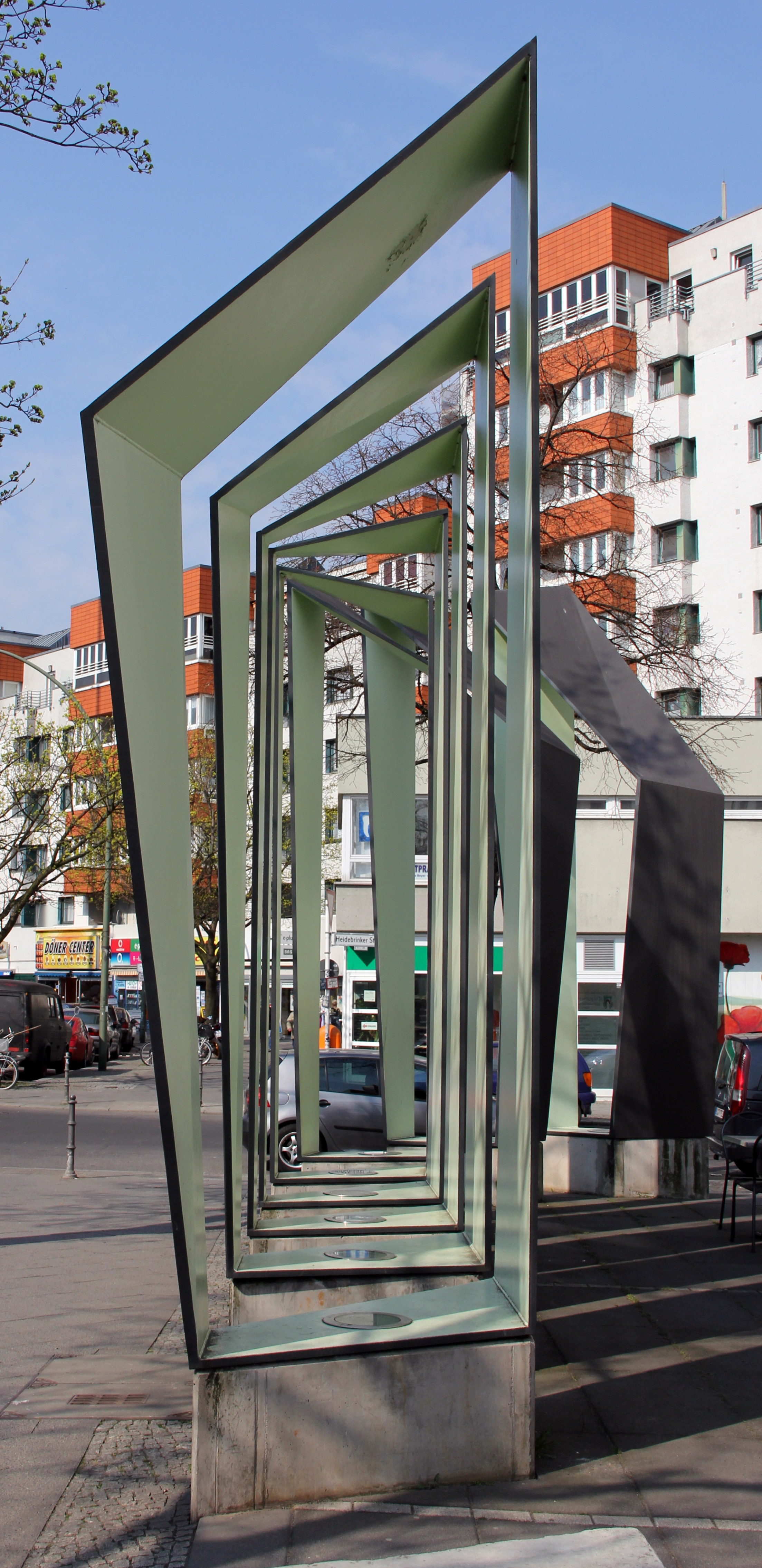
Skulptur "Phantom der Lichtburg" von Benita Braun-Feldweg und Matthias Muffert in der Behmstraße in Berlin-Gesundbrunnen
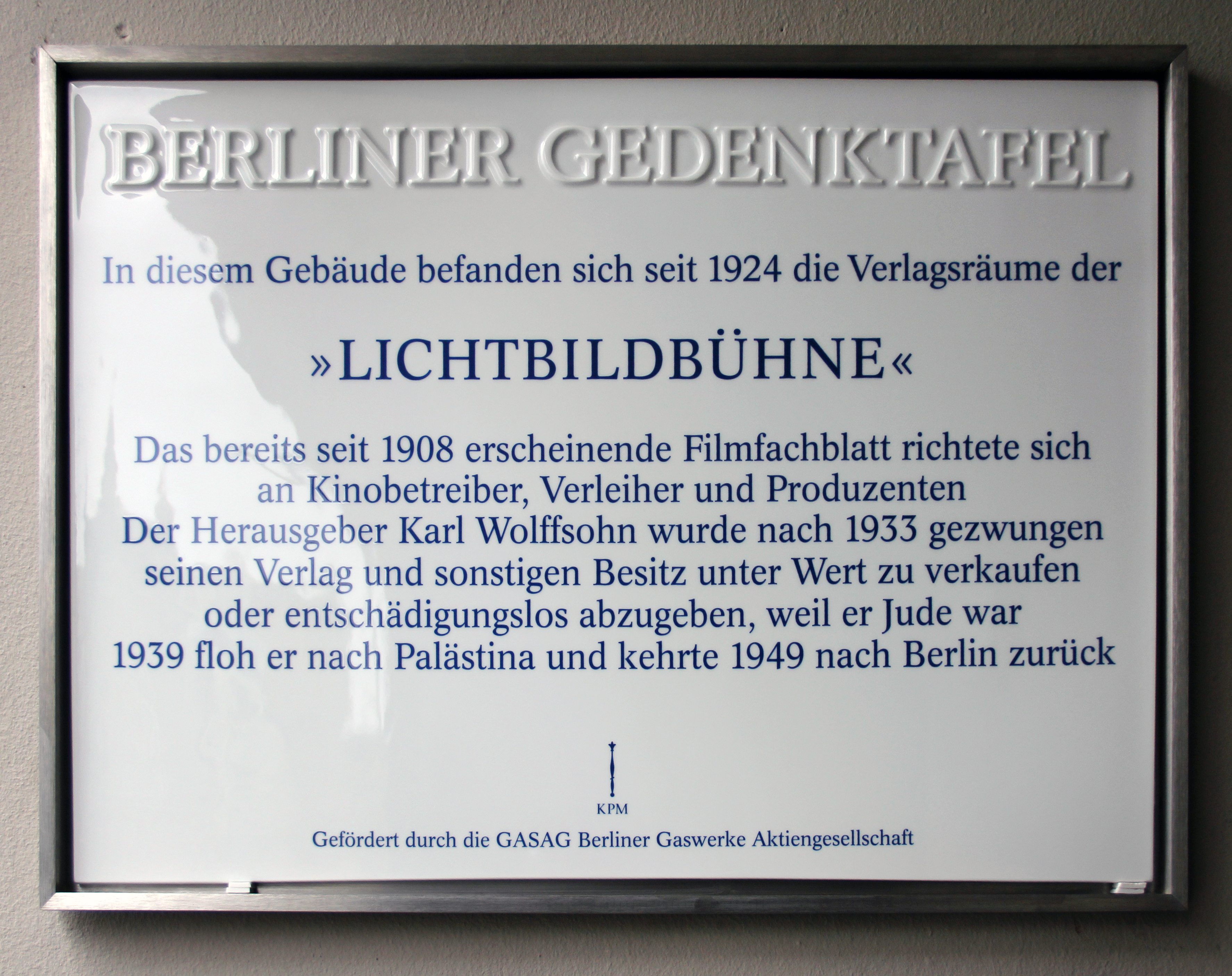
Gedenktafel an der Friedrichstraße, Berlin-Kreuzberg
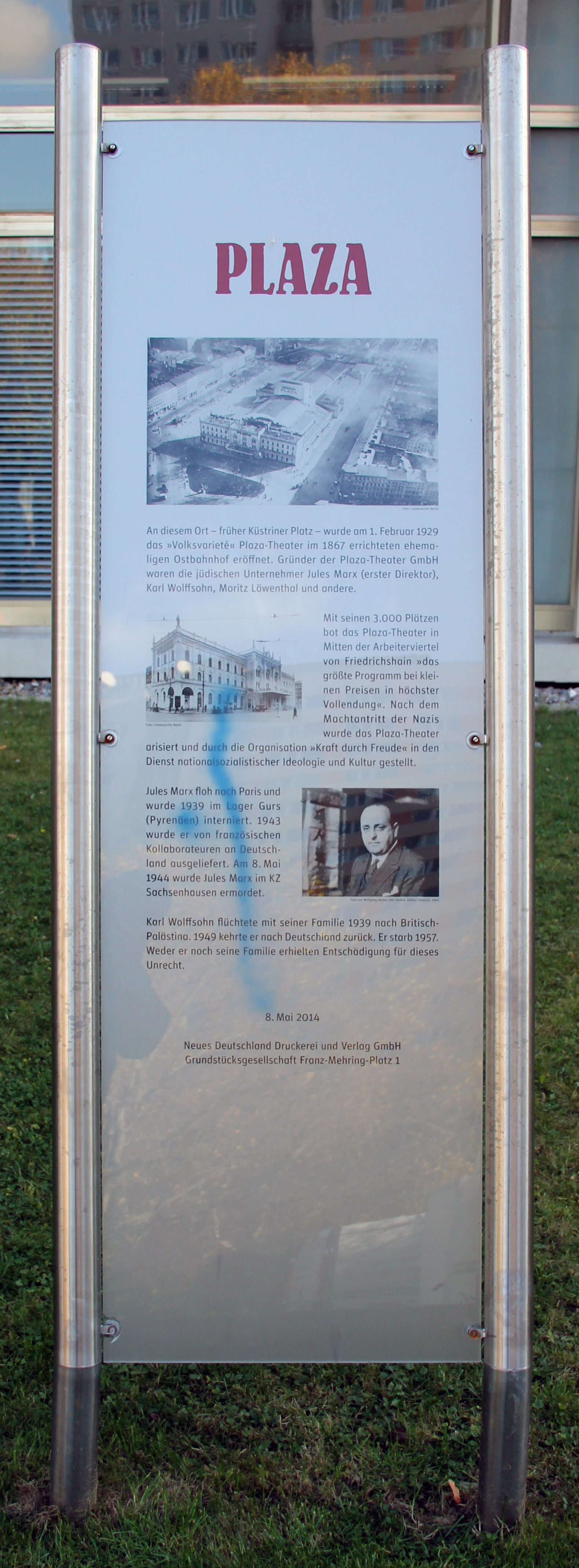
Gedenktafel am Franz-Mehring-Platz in Berlin-Friedrichshain
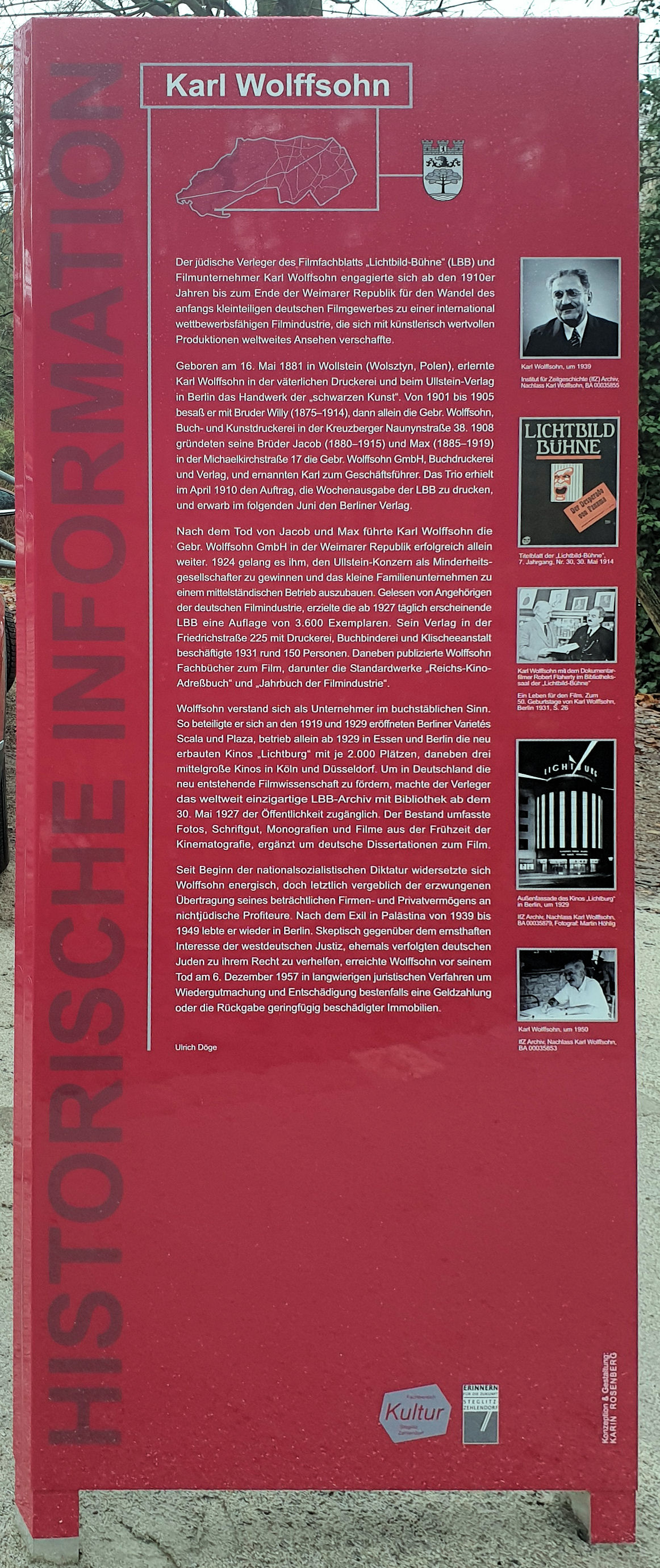
Gedenktafel an der Hubertusbrücke, Berlin-Wannsee